# Дуглас, Джимми (шотландский футболист)
Джимми Дуглас (англ. Jimmy Douglas; 3 сентября 1859, Ренфру, Ренфрушир — 1919) — шотландский футболист, игравший на позиции полузащитника.

## Клубная карьера
Профессиональную карьеру начинал, выступая за «Институт Пейсли». Позже выступал за клуб из родного города — «Ренфру». Потом переехал в Англию, где играл в «Барроу Рейнджерс». С 1880 по 1891 год играл в «Блэкберн Роверс», где принял участие в 34 матчах чемпионата.

## Карьера в сборной
Единственный матч за национальную сборную Шотландии для Дугласа состоялся 27 марта 1880 года против сборной Англии (5:1).

## Достижения
- Обладатель Кубка Англии: 1884, 1885, 1886
- Финалист Кубка Англии: 1882